# El Pla de la Masia
El Pla de la Masia, també conegut com a Barri Sant Pere, és una petita entitat de població de 1.099 habitants situat al sud d'Òdena (Barcelona).
El seu equip de futbol és l'UD Rebrot. Al barri, també hi ha un club de petanca.